# Pietro Pace

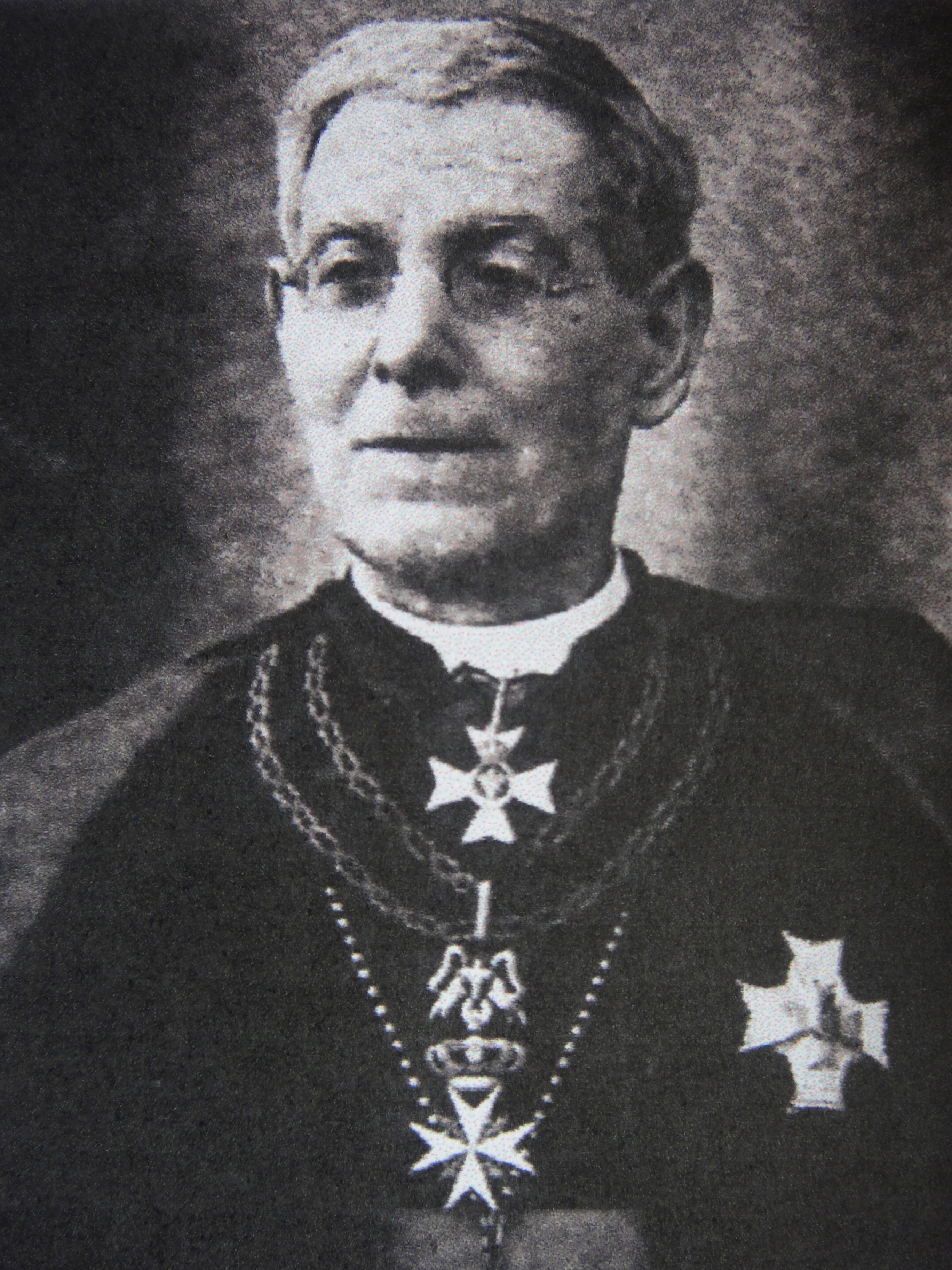
Pietro Pace

Pietro Pace (lateinisch Petrus Pace; * 9. April 1831 in Rabat, Gozo; † 29. Juli 1914 ebenda) war ein maltesischer römisch-katholischer Geistlicher, Bischof von Gozo und Bischof von Malta.

## Leben
Die Priesterweihe empfing Pietro Pace am 17. Dezember 1853.
Papst Pius IX. ernannte ihn am 17. März 1877 zum Bischof von Gozo. Die Bischofsweihe spendete ihm am 8. April desselben Jahres in der römischen Kirche San Carlo al Corso Edward Kardinal Howard; Mitkonsekratoren waren  William George McCloskey, Bischof von Louisville, und Erzbischof Francesco Folicaldi. Die Amtseinführung fand am 2. Juli 1877 statt.
Am 10. Februar 1889 wurde Pietro Pace zum Bischof von Malta ernannt und zugleich zum Titularerzbischof von Rhodos erhoben.
Er starb im Alter von 83 Jahren in seiner Heimatstadt Rabat auf Gozo, die auch Victoria genannt wird.